# Rhododendron helodes
Rhododendron helodes är en ljungväxtart som beskrevs av Herman Otto Sleumer. Rhododendron helodes ingår i släktet rododendron, och familjen ljungväxter. Inga underarter finns listade i Catalogue of Life.